# Xeloma vuilleti
Xeloma vuilleti är en skalbaggsart som beskrevs av Thierry Bourgoin 1914. Xeloma vuilleti ingår i släktet Xeloma och familjen Cetoniidae. Inga underarter finns listade i Catalogue of Life.